# Marie Philippe
 (juillet 2019).
Si vous disposez d'ouvrages ou d'articles de référence ou si vous connaissez des sites web de qualité traitant du thème abordé ici, merci de compléter l'article en donnant les références utiles à sa vérifiabilité et en les liant à la section « Notes et références ».
Marie Philippe, née en 1952 à Cap-Rouge, était une chanteuse et claviériste québécoise de 1986 à 1993, elle se consacre maintenant à l'enseignement et à l'écriture et la composition de musique pour le théâtre.

## Biographie
Marie Philippe, de son vrai nom Marie Hamel, commence par donner des concerts seule au piano entre autres au café de Québec l'Ostradamus et deux semaines plus tard, elle se joint au groupe jazz Ungava. Ils participent à la "ChantAoût", où elle fait la rencontre de celui qui deviendrait son gérant, Réjean Rancourt. Puis elle quitte la ville de Québec pour s'installer à Montréal, où elle fait ses premières émissions télé, dont "Les Beaux Dimanches", c'est avec le musicien Jean-Pierre Bonin qu'elle réalise ses trois albums, avant de se retirer à l'âge de 34 ans. 
Ses principaux succès sont extraits de ses deux premiers albums MARIE PHILIPPE et II. On peut retenir parmi ceux-là Save my life, Love you, love you too, Retiens-moi et sa grande ballade Je rêve encore qui lui permit de réaliser son tout premier vidéoclip en 1988. Pendant cette période, elle a fait la première partie de Daniel Lavoie à l'Olympia de Paris et elle s'est mérité le grand prix Ciel/Raymond Lévesque en 1989. 
Sur son deuxième album sorti à l'automne 1990 intitulé MARIE PHILIPPE 2, elle met l'accent sur des musiques pop-rock et des textes profonds qui illustrent bien son univers musical coloré, feutré, tendre et dur à la fois tout en gardant une touche énigmatique qui a fait son style. Les succès radios furent au rendez-vous dont le premier extrait de l'album On est fait pour s'aimer. Sur les succès Un train d'enfer, Déjà passé et Inconséquence, cette auteure-compositrice-interprète se donne le plaisir d'offrir trois vidéoclips qui ont connu une bonne rotation sur les ondes de Musique Plus en 1991. Le cinquième extrait Un pas de plus a connu une déception radiophonique tout en étant une des meilleures pièces de l'album, mais le sixième et dernier extrait de l'album Mais oui je sais lui permit de renouer avec le succès en 1992 avant de se produire au Spectrum de Montréal dans une salle comble. Cela lui a également permis de se produire au FrancoFolies de Montréal la même année.
Un troisième album suivra en 1993, intitulé JAMAIS TROP DE TENDRESSE, qui connut un échec commercial dû à un manque de promotion. Seule la pièce titre, qui fut le premier extrait de l'album, connut une bonne rotation sur les radios du Québec. Après la fermeture de la compagnie de disques, Marie Philippe se retira en quelque sorte de la place publique et se consacra entre autres à la musique de théâtre et à l'enseignement. Elle n'a cependant pas cessé d'écrire et un site web officiel est maintenant accessible où on peut entendre une grande partie de la production de ces "années silencieuses". On peut entre autres y découvrir une étonnante galerie dédiée à son travail de peintre.

### Distinctions
Marie Philippe est nommée neuf fois aux prix Félix, qui récompensent les artistes québécois œuvrant dans l'industrie de la chanson :
- 1987 : Révélation de l'année (Félix remporté par Marc Drouin)
- 1988 : Vidéoclip de l'année pour Je rêve encore (Félix remporté par René et Nathalie Simard pour Tourne la page)

Interprète féminine de l'année (Félix remporté par Céline Dion)
- 1989 : Spectacle Pop-Rock de l'année (Félix remporté par Joe Bocan)

Interprète féminine de l'année (Félix remporté par Johanne Blouin)
- 1991 : Auteur-compositeur de l'année (Nomination partagé avec son complice Jean-Pierre Bonin) (Félix remporté par Richard Desjardins)

Interprète féminine de l'année (Félix remporté par Julie Masse)
- 1992 : Interprète féminine de l'année (Félix remporté par Marie Carmen)
- 1994 : Chanson de l'année pour Jamais trop de tendresse (Félix remporté par Laurence Jalbert pour Encore et encore)

## Discographie

### Albums
- 1986 : Marie Philippe
- 1990 : II
- 1993 : Jamais trop de tendresse

### Singles
- 1987 : Save my life
- 1987 : Love you, love you too
- 1987 : Je rêve encore
- 1988 : Retiens-moi
- 1990 : On est fait pour s'aimer
- 1991 : Déjà passé
- 1991 : Un train d'enfer
- 1991 : Inconséquence
- 1991 : Un pas de plus
- 1992 : Mais oui je sais
- 1993 : Jamais trop de tendresse
- 1994 : Noir sur blanc
- 1994 : Straight line